# Йохан Твърди
Йохан Твърдия (на немски: Johann der Beständige; * 13 юни 1468, Майсен; † 16 август 1532, дворец Швайниц) от род Ернестинските Ветини, е херцог от 1486 г. и курфюрст на Саксония от 1525 до 1532 г.

## Живот
Йохан е четвъртият син на курфюрст Ернст (1441 – 1486) и съпругата му Елизабет Баварска (1443 – 1484), дъщеря на баварския херцог Албрехт III.
През 1486 г. наследява баща си и управлява Херцогство Саксония-Витенберг и Курфюрство Саксония и ернестинските части на Тюрингия заедно с по-големия си брат Фридрих Мъдрия. Другите му братя Ернст и Адалберт стават духовници.
Йохан се жени на 1 март 1500 г. в Торгау за София от Мекленбург (1481 – 1503), дъщеря на херцог Магнус II от Мекленбург. Три години по-късно тя умира.
На 13 ноември 1513 г. Йохан се жени в Торгау втори път за Маргарета от Анхалт (1494 – 1521), дъщеря на княз Валдемар VI от Анхалт-Кьотен. След женитба той и брат му си поделят земите. Йохан се установява във Ваймар и от там управлява тюрингските и франкските земи. През 1525 г. наследява бездетния си брат Фридрих и управлява сам.
Йохан има позитивно отношение към реформацията. Мартин Лутер живее в неговата територия. През 1527 г. се основава Евангелийската-Лутеранска държавна църква, и той е като курфюрст неин епископ.
Йохан управлява 40 години и умира през 1532 г. Той е погребан, както брат му Фридрих, в дворцовата църква на Витенберг. Протестантската църква го чества на 16 август. Наследен е от син му Йохан Фридрих Великодушния.

## Деца
Йохан и София от Мекленбург имат един син:
- Йохан Фридрих I Великодушния (1503 – 1554), курфюрст на Саксония, ∞ 1527 г. в Торгау за принцеса Сибила (1512 – 1554), дъщеря на херцог Йохан III от Юлих-Клеве-Берг.

Йохан и Маргарета от Анхалт имат децата:
- Мария (1515 – 1583), ∞ 1536 херцог Филип I от Померания (1515 – 1560)
- Маргарета (1518 – 1535)
- Йохан (II) (*/† 1519)
- Йохан Ернст от Кобург (1521 – 1553), херцог на Саксония-Кобург, ∞ 1542 принцеса Катарина от Брауншвайг-Грубенхаген (1524 – 1581)